# Februari 1996
Dit artikel geeft een chronologisch overzicht van alle belangrijke gebeurtenissen per dag in de maand februari van het jaar 1996.

## laatste lichting dienstplichtigen 96-02

### 9 februari
- De wapenstilstand van het IRA wordt beëindigd door een bom van 1 ton in het Canary Wharf District in Londen. Twee mensen komen om.
- In Darmstadt wordt voor het eerst superzware Copernicium (voorheen: ununbium) gecreëerd. Dit wordt het 112de element in het periodiek systeem.

### 10 februari
- De schaakcomputer Deep Blue verslaat voor de eerste keer wereldkampioen Garri Kasparov.

### 12 februari
- Thomas Muster lost Andre Agassi af als nummer één op de wereldranglijst der tennisprofessionals; de Oostenrijker moet die positie al na één week weer afstaan aan Agassi's landgenoot Pete Sampras.

### 17 februari
- De ruimtesonde NEAR Shoemaker wordt gelanceerd.

### 22 februari
- Start van de eerste Nederlandse zoekmachine op het internet: Ilse.

### 24 februari
- De vereniging d'Oostduinkerkse Paardenvissers wordt gepresenteerd.
- In Nepal beginnen maoïsten een opstand tegen de parlementaire democratie.

<< · januari · februari · maart · april · mei · juni · juli · augustus · september · oktober · november · december · >>